# 웨스턴 애비뉴
"웨스턴 애비뉴"(Western Avenue)는 한국에서 제작된 장길수 감독의 1993년 드라마 영화이다. 강수연 등이 주연으로 출연하였고 임상돈 등이 제작에 참여하였다.

## 출연

### 주연
- 강수연
- 정보석

### 조연
- 자니 윤
- 박정자
- 박찬환
- 김병세

## 기타
- 조명: 손달호
- 녹음: 강대성